# Форкер, Андре
Андре Форкер (нем. André Forker, 31 июля 1979, Дрезден, Саксония) — немецкий саночник, выступавший за сборную Германии с 1998 года по 2007-й. Чемпион мира среди юниоров, обладатель серебряной медали взрослого чемпионата Европы, многократный призёр национального первенства.

## Биография
Андре Форкер родился 31 июля 1979 года в городе Дрезден, федеральная земля Саксония. Активно заниматься санным спортом начал в возрасте десяти лет, в 1998 году на молодёжном чемпионате мира в паре с Себастианом Шмидтом выиграл серебряную медаль в программе двоек и золотую в состязаниях смешанных команд, что позволило ему закрепиться в основном составе национальной сборной. В 2000 году дебютировал на взрослом чемпионате Европы, показав на домашней трассе в Винтерберге пятый результат, кроме того, впервые поучаствовал в заездах взрослого чемпионата мира — на трассе швейцарского Санкт-Морица финишировал пятнадцатым.
В следующем году на мировом первенстве в канадском Калгари Форкер был десятым, а после окончания всех кубковых этапов расположился в мировом рейтинге сильнейших саночников на двадцать первой строке. На чемпионате Европы 2002 года вновь пришёл к финишу десятым, после чего надолго выбыл из состава главной немецкой команды, принимая участие лишь во второстепенных международных и внутренних стартах. В сезоне Кубка мира 2002/03 занял двенадцатое место общего зачёта, через год был восьмым, ещё через год — шестым. В сезоне 2005/06 разместился на восьмой позиции зачёта Кубка вызова и на пятой в мировом рейтинге, благодаря чему удостоился права защищать честь страны на чемпионате Европы в Винтерберге, где впоследствии завоевал серебряную медаль мужской парной программы.
Сезон 2006/07 окончил на седьмом месте Кубка вызова и семнадцатом Кубка мира, однако эти заезды в итоге оказались для него последними. Конкуренция в сборной сильно возросла, поэтому вскоре Андре Форкер принял решение завершить карьеру профессионального спортсмена, уступив место молодым немецким саночникам. Ныне вместе с семьёй проживает в родном Дрездене, где продолжает служить офицером в Федеральной пограничной полиции.